# 中铁资本
中铁资本有限公司，注册地位于北京，隶属于中国铁路工程集团的上市公司中国中铁。业务性质为资产管理。2017年，公司总资产67.01亿元，净资产14.94亿元，净利润1.48亿元。